# 659 (číslo)
Šest set padesát devět je přirozené číslo. Následuje po čísle šest set padesát osm a předchází číslu šest set šedesát. Římskými číslicemi se zapisuje DCLIX a řeckými číslicemi χνθ.

## Matematika
659 je:
- Deficientní číslo
- Prvočíslo Sophie Germainové
- Nešťastné číslo

## Astronomie
- (659) Nestor je planetka ze skupiny Trojánů, kterou objevil v roce 1908 Max Wolf

## Roky
- 659
- 659 př. n. l.